# Canciller de Roma
Canciller de Roma es el nombre con que antiguamente se designaba al eclesiástico que estaba encargado de la custodia del sello de la Iglesia y a la vez era jefe de los notarios y escribanos pontificios. 
El cargo de canciller se remonta al año 680 pues ya existía en la época del sexto concilio ecuménico. En tiempo del papa Honorio III, si bien no se suprimió el cargo de canciller dejó de darse al guardasellos. Bonifacio VIII se reservó el título de canciller creando el de vicecanciller de Roma con los mismos deberes y atribuciones que aquel desempeñando el cargo primero un cardenal, luego personas de la curia romana de inferior categoría. Luego, volvió a recobrar toda la importancia que tenía.